# هيو ويسلر
هيو ويسلر (بالإنجليزية: Hugh Whistler)‏‏ (28 سبتمبر 1889 – 7 يوليو 1943) هو شرطي وعالم طيور إنجليزي، وأحد أهم أعضاء جمعية علم الحيوان في لندن، تركزت أبحاثه عن الطيور في الهند. يعتبر أول من كتب ميدانياً عن الطيور في الهند، ووثق توزيع هذه الطيور في مذكرات عبر المجلات العلمية، بغض النظر عن الأنواع الفرعية الجديدة. ساهم بالتسمية العلمية لأحد الأنواع الفرعية المهاجرة لعصافير الدوري التي تعيش في كشمير وسماها parkini.